# Euploea weiskotti
Euploea weiskotti är en fjärilsart som beskrevs av Robinson. Euploea weiskotti ingår i släktet Euploea och familjen praktfjärilar. Inga underarter finns listade i Catalogue of Life.